# Big Brother and the Holding Company
Cet article concerne le groupe. Pour l'album, voir Big Brother and the Holding Company (album). Pour les autres significations, voir Big Brother (homonymie).
Big Brother and the Holding Company est un groupe américain de rock, originaire de San Francisco, en Californie. Il est formé en 1965 et connu notamment pour avoir compté Janis Joplin parmi ses membres.

## Biographie

### Débuts (1965–1968)
Le groupe débute avec Peter Albin (voix), Sam Andrew (guitare), James Gurley (guitare) et Chuck Jones (batterie) à San Francisco, dans un manoir victorien de l'oncle de Peter Albin situé au 1090 Page Street dans Haight-Ashbury,. Cette maison permet au producteur Chet Helms d'organiser des concerts,. Il présentera au groupe le guitariste James Gurley et plus tard Janis Joplin. Le groupe est formé sous la suggestion d'Andrew.
La première apparition officielle du groupe a eu lieu en janvier 1966 à l'Open Theater de Berkeley. Le 10 juin 1966, Big Brother and the Holding Company fait sa première apparition en public avec Janis Joplin au Avalon Ballroom,,. Le groupe signe un contrat avec le label indépendant Mainstream Records et enregistre un album auquel il donne son nom en 1967. Au cours de l'hiver 1966, Chuck Jones quitte le groupe et est remplacé par Dave Getz.
Le groupe connaît la consécration en participant au Festival international de musique pop de Monterey en 1967, partageant notamment l'affiche avec Grateful Dead, Jefferson Airplane, The Who ou Jimi Hendrix Experience. Big Brother and the Holding Company devient un groupe phare de la scène psychédélique.
En 1968, Janis Joplin et Sam Andrew quittent le groupe pour former le Kozmic Blues Band.

### Deuxième retour (1969–1972)
Le groupe se reforme en 1969 avec la même formation (excepté Joplin) complétée par Nick Gravenites (chant), Dave Schallock (guitare) et Kathi McDonald (chant). La même formation a continué jusqu'en 1972, date de sa séparation suivante. La reformation du groupe aura lieu en 1987, incluant Sam Andrew, Peter Albin, Dave Getz, et James Gurley. Celui-ci quittera le groupe en 1996. Le groupe existe toujours, composé des trois vétérans et complété par Ben Nieves à la guitare et Bridget Davies au chant.

### Troisième retour (depuis 1987)
La dernière incarnation du groupe débute en 1987, et tourne la moitié du temps avec une formation qui comprend Sam Andrew, Peter Albin, Dave Getz, et James Gurley. Gurley part en 1997, ne supportant pas l'idée d'engager une chanteuse pour remplacer Joplin. Il est remplacé par Tom Finch. Big Brother n'aura aucun chanteur fixe jusqu'en 2011 ; Michel Bastian, Lisa Battle, Halley DeVestern, Lisa Mills, Jane Kitto (Aus), Andra Mitrovich, Kacee Clanton, Sophia Ramos, Mary Bridget Davies, Duffy Bishop,, Lana Spence, Chloe Lowery, Jane Myrenget, Lynn Asher, Kate Russo, Darby Gould, Maria Stanford, Jeri Verdi, et Shiho Ochi sont ceux qui ont joué en concerts avec le groupe. Cathy Richardson devient officiellement leur chanteuse en 2011, et Ben Nieves remplace Finch à la guitare depuis 2008.
En 1998 sort l'album live Live at Winterland '68. Il est enregistré en août 1968, un an après leur premier album, et atteint la première place du Billboard. Il est certifié disque d'or par la RIAA le 15 octobre la même année, pour l'équivalent d'un million de dollars d'exemplaires vendus. Catch Me Daddy et Farewell Song sont parmi les morceaux les plus populaires. Ils s'accompagnent de Magic of Love, d'un medley de Amazing Grace et Hi-Heel Sneakers, et un extrait de Harry apparu pour la première fois sur Farewell Song, un album posthume de Joplin sorti en 1981 ; ils apparaissent aussi dans le coffret triple disques Janis en 1993. It's a Deal et Easy Once You Know How sont inclus dans Box of Pearls en 1999. Flower in The Sun et Roadblock sont inclus dans la réédition de Cheap Thrills comme morceaux bonus,,.
En 1999, le groupe publie l'album Do What You Love, avec Lisa Battle au chant. Il comprend de nouvelles versions de morceaux comme Women is Loser. Ils enregistrent l'album live Hold Me, avec Sophia Ramos au chant, et Chad Quist à la guitare, en Allemagne en 2005, et le sortent en 2006. En 2008, ils publient le coffret double-disques The Lost Tapes.
Le 20 décembre 2008, James Gurley meurt d'une crise cardiaque à deux jours de son 70e anniversaire. Sam Andrew meurt le 12 février 2015, des suites de complications liées à une opération du cœur ; il avait souffert d'une crise cardiaque 10 semaines avant sa mort. En octobre 2016, le groupe joue quelques concerts en Europe avec Dave Getz à la batterie, Peter Albin à la basse, Tommi Finch à la guitare, Kate RussoThompson au violon électrique, claviers et chant, et Eileen Humphreys au chant.

## Membres

### Membres actuels
- Peter Albin – basse (1965-1968, 1969-1972, depuis 1987)
- Dave Getz – batterie, piano (1966-1968, 1969-1972, depuis 1987)
- Tom Finch – guitare (1997-2008, depuis 2015)
- Tommy Odetto – guitare (depuis 2015)
- Darby Gould - chant (depuis 2015)

### Anciens membres
- Sam Andrew – guitare, chant (1965-1968, 1969-1972, 1987-2015 ; décédé en 2015)
- James Gurley – guitare (1965-1968, 1969-1972, 1987-1997 ; décédé en 2009)
- Chuck Jones – batterie (1965-1966)
- Janis Joplin - chant (1966-1968 ; décédée en 1970)
- Kathi McDonald - chant (1969-1972 ; décédé en 2012)
- Dave Schallock - guitare (1969-1972)
- Mike Finnigan - orgue, chant (1971-1972)
- Lisa Battle - chant (1997-2005)
- Sophia Ramos - chant (2005-2008)
- Ben Nieves – guitare (2008-2015)
- Kate Russo - chant, violon électrique, claviers (1998, 2003-2008, 2015)
- Cathy Richardson - chant (2011-2015)

## Discographie
- 1967 : Big Brother and the Holding Company
- 1968 : Cheap Thrills
- 1970 : Be a Brother (en)
- 1971 : How Hard It Is (en)
- 1996 : Can't Go Home Again (en)
- 1998 : Do What You Love
- 1998 : Live at Winterland '68 (en)